# Dwergmuis
De dwergmuis (Micromys minutus) (ook oogstmuis genoemd) is een knaagdier dat voorkomt in Europa en Azië. Het is het kleinste knaagdier van Europa en een van de kleinste ter wereld, niet veel groter dan een grote loopkever. In Europa zijn alleen de berkenmuizen (Sicista) van vergelijkbare grootte. Hierdoor is hij, met behulp van zijn grijpstaart, in staat in halmen te klimmen. Het is de enige levende soort uit het geslacht Micromys, dat mogelijk verwant is aan Zuidoost-Aziatische geslachten als Chiropodomys en Haeromys.

## Beschrijving
De pels is tweekleurig: aan de bovenkant van het lichaam zijn ze meestal geelbruin tot oranjebruin, aan de onderkant (vuil)wit van kleur. De twee kanten zijn duidelijk van elkaar gescheiden. Dieren uit gebieden met een hogere vochtigheid, zoals in Noord-Duitsland, zijn donkerder gekleurd. De oren en de ogen zijn klein en de snuit is stomp. De oorschelpen zijn behaard, vergelijkbaar met een woelmuis.
De dwergmuis is het enige in Europa voorkomende zoogdier met een grijpstaart. Door zijn staart te gebruiken, heeft hij zijn pootjes vrij om voedsel te zoeken en om te klauteren in graanhalmen. Enkel met het puntje van de staart kan de dwergmuis iets vastgrijpen.
De dwergmuis is het kleinste knaagdier van Europa. Ze worden 50 tot 80 mm lang, waarbij hun staart ook nog eens 50 tot 70 mm lang kan zijn, bijna net zo lang als de rest van het lichaam. Volwassen dieren wegen vijf tot elf gram (drachtige vrouwtjes zijn zwaarder, tot 15 gram). De lichaamsgrootte wordt beïnvloed door de kwaliteit van het leefgebied. Dieren in weilanden met veel hoog gras worden bijvoorbeeld groter dan dieren in meer bosachtige streken.

## Leefwijze en leefgebied

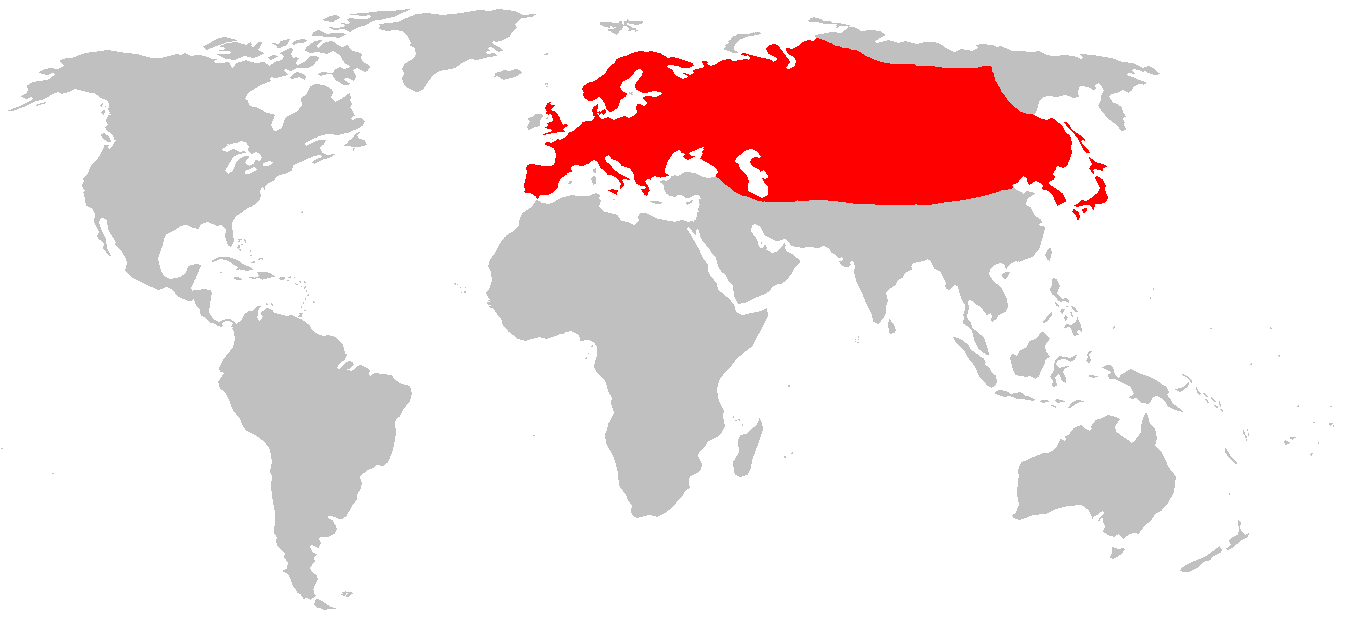
Verspreidingsgebied

Dwergmuizen leven voornamelijk in gebieden met hoge grassen, als droge rietvelden, graanakkers en grasvelden. Ze zijn ook in onbegraasde hooilanden, bermen, verwilderde tuinen, overwoekerde heggen en bosranden te vinden. Tijdens strenge winters wagen ze zich ook in menselijke nederzettingen. Dwergmuizen leven in bijna geheel Europa, van Engeland en Frankrijk tot Zuid-Finland, Europees-Turkije en de Kaukasus. Ze ontbreken in het grootste deel van Scandinavië, Schotland, Italië en het Iberisch Schiereiland, in Ierland, IJsland en de westkust van de Balkan. In Azië komen ze voor tot in Japan. In dit grote gebied varieert de dwergmuis sterk; waarschijnlijk bestaan er meerdere soorten.
Een afgebakend gebied van het mannetje is zo'n kleine 400 tot 600 m² groot. Het vrouwtje heeft meestal een kleiner territorium. De dieren zijn voornamelijk solitair. In de zomer zijn ze voornamelijk 's nachts actief, en in de winter meestal overdag. Ze maken hun nest op een hoogte van 30 tot 60 centimeter (zelden meer dan een meter), meestal in hoge grassen en braamstruiken. Het is de enige Europese muizensoort die zijn nest boven de grond bouwt. Dit nest is balvormig en gemaakt van reepjes gras. Er is één ingang. Het heeft een diameter van 8 tot 10 centimeter. 's Winters bewonen ze een groter nest, dat zich dichter bij de grond, vaak zelfs ondergronds bevindt.

## Voedsel
Zaden (van granen), vruchten, bessen en insecten, zoals motten, sprinkhanen en rupsen zijn het hoofdvoedsel van de dwergmuis. Het dieet is afhankelijk van het seizoen, zo eten ze in de lente meer jonge scheuten, grassprieten en knoppen, en vormen insecten 's winters een belangrijk onderdeel van het dieet. Ze lusten ook honingdauw, wat door bladluizen wordt geproduceerd. Ze zullen zelfs nectar uit bloemen eten. Bij het eten van graan gebruiken ze hun staart om tot bij de aren te kunnen, waar de granen samen zitten. De dwergmuis moet dagelijks een derde van zijn lichaamsgewicht aan granen en zaden eten om in leven te blijven.

## Voortplanting

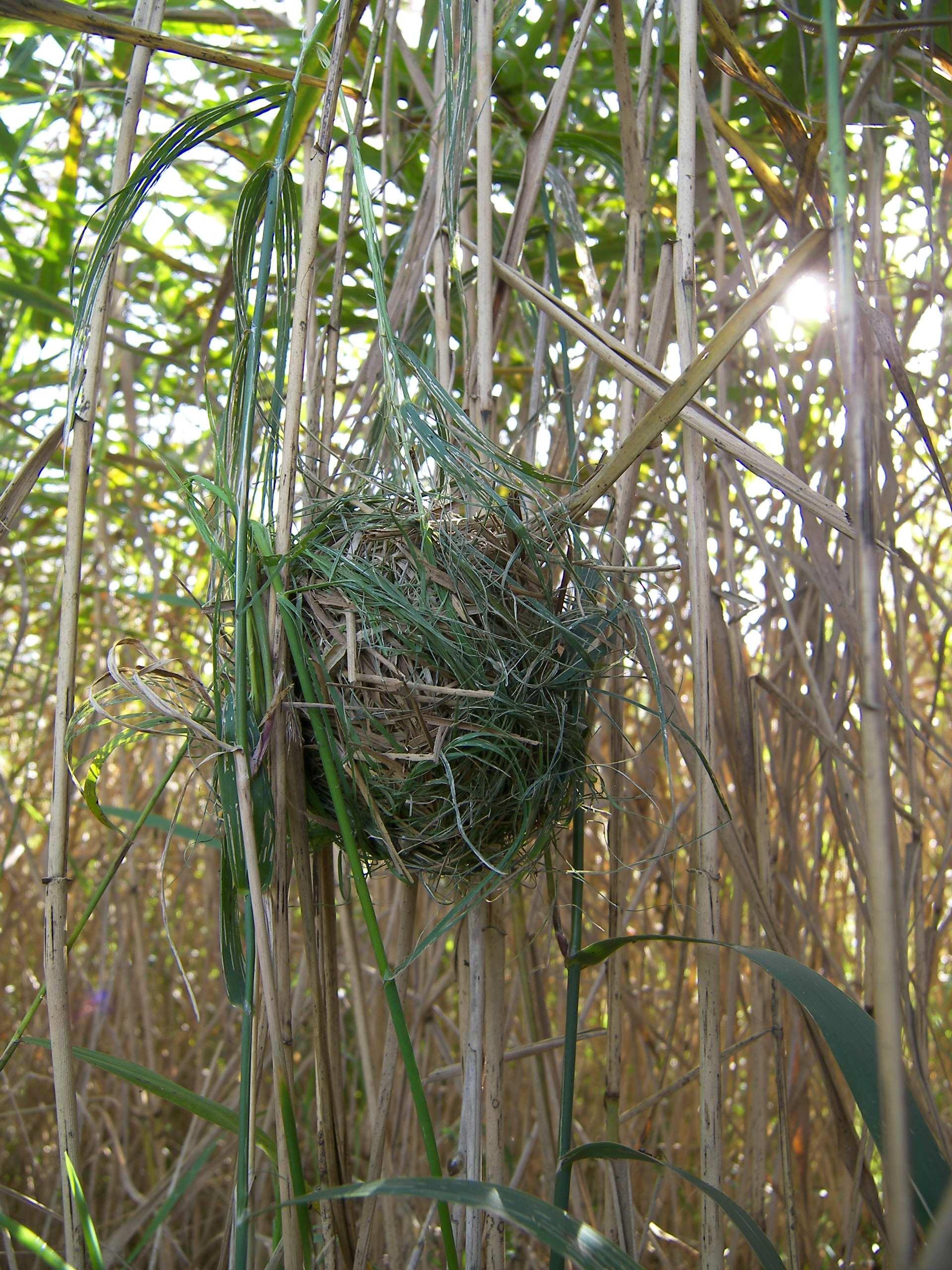
Nest van de dwergmuis

April of mei is het begin van de paartijd. Het vrouwtje begint met de bouw van haar kraamnest, dat steviger gebouwd is dan het gewone nest. Met bladrepen vormt zij het skelet van het nest, waarna ze binnen in het hol voorgekauwd gras legt, waarin dan later de jongen geboren zullen worden. Dit nest wordt gebouwd bovenin graanhalmen. Aan het einde van de paartijd, in augustus en september, worden de meeste jongen geboren. Een enkele keer worden er nog in december jongen geboren. De jongen worden geboren na een draagtijd van 19 tot 21 dagen. Een nest kan één tot acht jongen tellen, en een vrouwtje kan tot drie tot zeven nesten per jaar krijgen, in gevangenschap zelfs tot acht.
De jongen worden blind en naakt geboren. Ze hebben een geboortegewicht van 0,7 gram. Al gauw krijgen ze een grijsbruine vacht. Na twee dagen kunnen de jongen al grijpen en kruipen, op de vierde dag beginnen ze zich te poetsen. Na ongeveer acht dagen gaan de ogen open, de volgende dag breken hun tandjes door, en nog een dag later kunnen ze al vast voedsel eten. Dit zorgt ervoor dat de melkproductie bij het vrouwtje afneemt. Dit is de enige muizensoort die voedsel opbraakt voor de jongen. Enkel het vrouwtje zorgt voor de jongen, drachtige vrouwtjes jagen mannetjes weg. Gedurende vijftien dagen worden de jongen gespeend en na 16 dagen verlaten de jongen het nest. Meestal worden ze weggejaagd door de opnieuw drachtige moeder. Ze zijn na twee maanden geslachtsrijp. In het wild leven ze gemiddeld 6 maanden, maximaal 18 maanden, in gevangenschap tot 5 jaar.

## Bedreiging
Ieder jaar neemt de dwergmuizenpopulatie met een achtste af door ontginning van gebieden die later voor woningen en landbouw dienen.

## Gevangenschap
In Nederland is het vangen van wilde dwergmuizen niet toegestaan en kunnen ze alleen in gevangenschap worden gehouden als ze speciaal gefokt zijn. Er is dan ook een CITES-verklaring nodig. Bij het fokken met de dwergmuis is het van belang dat een drachtige muis een verblijf voor zich alleen krijgt; ze zal soortgenoten proberen te verdrijven uit haar territorium, de ruimte die ze in huis geboden zal kunnen worden is eigenlijk altijd te klein om conflicten te voorkomen.
Zodra er een nest is zullen de mannetjes met vijf weken verdreven worden en een week later gaat de moeder ook achter de dochters aan. Indien ze niet uit elkaar worden geplaatst zal moeder haar eigen kinderen doden.
Het verblijf moet regelmatig schoon worden gemaakt omdat dwergmuizen zeer onzindelijk zijn en de urine erg sterk ruikt. Deze muizen zijn ook te klein om conventionele drinkflesjes te kunnen gebruiken, een must is dan ook een waterbakje dat dagelijks verschoond moet worden.  Mocht bij het schoonmaken van het verblijf een muisje ontsnappen zijn ze makkelijker te vangen dan andere soorten; zet een lang dun stokje vlak bij ze op de grond en ze klimmen er meteen in. Ze proberen niet ergens onder te kruipen maar zoeken steevast een vluchtweg in de hoogte.